# Thấp tim
Sốt thấp khớp (RF: Rheumatic fever) hay còn gọi là thấp khớp cấp (ARF: Acute rheumatic fever) là một bệnh viêm nhiễm toàn thể, biểu hiện ở nhiều cơ quan (như tim, khớp, da và não) mà chủ yếu là ở khớp và tim. Bệnh thường phát triển 2 đến 4 tuần sau khi viêm đường hô hấp trên
do liên cầu khuẩn. Các dấu hiệu và triệu chứng  bao gồm sốt, viêm đa khớp, co cơ không tự ý và một biểu hiện khác nhưng không phổ biến là những ban màu đỏ hình vòng cung, không ngứa gọi là hồng ban vòng.
Một nửa số trường hợp sốt thấp khớp có biểu hiện ở tim. Tổn thương các van tim, được gọi là bệnh thấp tim (RHD: Rheumatic heart disease), thường xảy ra sau nhiều đợt nhiễm trùng lặp lại, nhưng đôi khi có thể xảy ra chỉ sau một lần nhiễm. Thương tổn van tim có thể tiến triển đưa đến suy tim.Các van bất thường cũng làm tăng nguy cơ phát sinh chứng rung nhĩ và nhiễm trùng van.
Sốt thấp khớp có thể xảy ra sau nhiễm trùng họng do vi khuẩn Streptococcus pyogenes. Nếu nhiễm trùng đó không được điều trị kịp thời, thì có khoảng 3% trường hợp dẫn đến sốt thấp khớp.  Cơ chế của bệnh được cho là do sự sản xuất kháng thể chống lại các mô của chính người nhiễm. Một số người do di truyền mà có nhiều khả năng mắc bệnh khi tiếp xúc với vi khuẩn hơn những người khác. Các yếu tố nguy cơ khác bao gồm tình trạng suy dinh dưỡng và nghèo đói, xảy ra ở những nước chậm phát triển. Chẩn đoán sốt thấp khớp thường dựa trên các dấu hiệu và triệu chứng lâm sàng, kết hợp với bằng chứng nhiễm liên cầu trong thời gian gần đây.
Điều trị những người có triệu chứng viêm họng bằng kháng sinh, chẳng hạn như penicilin, để giảm rủi ro sốt thấp khớp. Để tránh lạm dụng kháng sinh, điều này thường đi kèm với kiểm tra những người viêm họng do nhiễm trùng; tuy nhiên, việc kiểm tra này có thể chưa có hiệu lực ở các nước đang phát triển. Một cách phòng ngừa khác đó là cải thiện vệ sinh môi trường. Những người có sốt thấp khớp hay bệnh thấp tim, việc sử dụng kháng sinh lâu dài thường được khuyến cáo. Một khi bệnh thấp tim tiến triển nặng, việc chữa trị khó khăn hơn rất nhiều. Đôi khi cần phải phẫu thuật thay van hoặc sửa van. Nếu không, các biến chứng sẽ được điều trị như thông thường.
Sốt thấp khớp xảy ra trong khoảng 325,000 trẻ em mỗi năm. Sốt thấp khớp thường xảy ra nhất ở lứa tuổi từ 5-14, với 20% sẽ có triệu chứng khi trưởng thành. Bệnh rất phổ biến ở các nước đang phát triển và cũng thường xảy ra đối với người bản địa ở các nước phát triển. Vào năm 2015, có 319,400 người chết, giảm so với 374,000 người chết trong năm 1990. Số người chết nhiều nhất ở các nước đang phát triển, lên đến 12.5% ca mỗi năm. Những mô tả về tình trạng bệnh được tin rằng xuất hiện ít nhất là vào thế kỷ 5 TCN trong các tác phẩm của Hippocrates. Bệnh có tên như vậy bởi vì các triệu chứng của nó tương đồng với các rối loạn dạng thấp.

## Dấu hiệu và triệu chứng
Bệnh thường phát triểu 2-4 tuần sau nhiễm trùng họng do liên cầu. Các triệu chứng bao gồm: sốt, đau các khớp với việc các khớp bị đau thay đổi theo thời gian, co cơ không tự chủ, và đôi khi nổi ban không ngứa gọi là hồng ban vòng (erythema marginatum). Khoảng một nửa trường hợp có ảnh hưởng đến tim. Tổn thương các van tim thường chỉ xảy ra sau nhiều đợt sốt thấp khớp nhưng đôi khi có thể chỉ sau một đợt sốt thấp khớp. Các van bị tổn thương có thể dẫn đến suy tim và đồng thời làm tăng nguy cơ rung nhĩ và nhiễm trùng van tim.

## Sinh lý bệnh
Sốt thấp khớp là một bệnh hệ thống tấn công vào mô liên kết xung quanh các tiểu động mạch, và có thể xuất hiện sau một nhiễm liên cầu họng không chữa trị, đặc biệt là liên cầu nhóm A, Streptococcus pyogenes. Nó được cho là bị gây ra bởi hiện tượng phản ứng chéo (antibody cross-reactivity). Phản ứng chéo này thuộc phản ứng quá mẫn loại II (type II hypersensitivity) và được gọi là hiện tượng bắt chước phân tử (molecular mimicry). Thông thường, các tế bào B tự phản ứng (self reactive B cells) giữ ở trạng thái vô cảm (anergy)  ở ngoại vi mà không có sự kết hợp với tế bào T. Trong quá trình nhiễm liên cầu, các tế bào trình diện kháng nguyên trưởng thành như là tế bào B trình diện kháng nguyên vi khuẩn cho các tế bào T CD4+, nó sẽ biệt hóa thành các tế bào Th2. Th2 sẽ quay lại kích hoạt tế bào B biệt hóa thành tương bào (plasma cell) và sản xuất kháng thể chống lại thành tế bào của liên cầu. Tuy nhiên, các kháng thể cũng có thể phản ứng chống lại tế bào cơ tim và các khớp, gây ra triệu chứng của sốt thấp khớp. S.pyogenes là một loài vi khuẩn hiếu khí, hình cầu, gram âm, không di chuyển, không có cấu trúc bào tử, và tạo thành các khuẩn lạc lớn, dạng chuỗi.
S.pyogenes có một thành tế bào cấu tạo từ các chuỗi polymer phân nhánh và đôi khi có chứa protein M, một tác nhân động lực (virulence factor) có tính kháng nguyên mạnh. Các kháng thể được hệ thống miễn dịch sản xuất để chống lại protein M có thể phản ứng chéo với protein myosin của tế bào cơ tim, glycogen tế bào cơ tim và các tế bào cơ trơn tiểu động mạch, gây giải phóng cytokine và hủy hoại mô. Tuy nhiên, bằng chứng duy nhất cho phản ứng chéo là phản ứng với mô liên kết quanh mạch máu. Tình trạng viêm này xảy ra thông qua sự liên kết trực tiếp của bổ thể và cộng với trung gian thụ thể Fc (Fc receptor) của bạch cầu trung tính và đại thực bào. Các thể Aschoff, tình trạng sưng phồng collagen ưa acid bao quanh bởi các tế bào lympho và đại thực bào có thể được nhìn thấy dưới kính hiển vi quang học. Các đại thực bào lớn hơn có thể trở thành các tế bào Anitschkow hoặc đại bào Aschoff. Các tổn thương van dạng thấp cũng có thể liên quan đến sự phản ứng miễn dịch qua trung gian tế bào (cell-mediated immunity) do các thương tổn này chủ yếu chứa tế bào T giúp đỡ và đại thực bào.
Trong sốt thấp khớp, các thương tổn này có thể được tìm thấy ở bất kỳ lớp nào của tim gây ra các dạng viêm tim (carditis) khác nhau. Tình trạng viêm có thể gây ra tiết dịch thanh-xơ màng ngoài tim được mô tả như là viêm màng ngoài tim dạng "bánh mỳ và bơ", có thể được chữa khỏi mà không để lại di chứng. Nếu ảnh hưởng đến nội tâm mạc thường sẽ gây ra hoại tử fibrin và tạo mụn cơm dọc theo bờ của các van tim trái. Mụn lồi phát sinh từ sự lắng đọng, trong khi đó các tổn thương dưới nội tâm mạc có thể gây ra sự dày lên bất thường được gọi là mảng MacCallum.

### Bệnh thấp tim (Rheumatic heart disease)
Bệnh thấp tim mạn tính được đặc trưng bởi tình trạng viêm lặp lại  nhiều lần cùng với sự sửa chữa fibrin. Sự thay đổi giải phẫu chính của lá van bao gồm sự dày lá van, sự dính lá van, và sự ngắn lại và dày lên của dây chằng tim. Nó được gây ra bởi phản ứng tự miễn đối với liên cầu khuẩn nhóm A. Xơ hóa và sẹo hóa các lá van, sự dính và kéo căng dẫn đến bất thường có thể gây ra hẹp hoặc hở van. Sự viêm gây ra bởi sốt thấp khớp, thường xảy ra lúc nhỏ, được gọi là viêm van tim dạng thấp. Khoảng một nửa bệnh nhân có sốt thấp khớp tiến triển đến viêm nội mô van tim. Tính chất bệnh và tử vong liên quan đến sốt thấp khớp chủ yếu bị gây ra bởi các hiệu ứng phá hủy của nó lên mô van tim. Sinh bệnh học của bệnh thấp tim thì phức tạp và chưa được hiểu hết, nhưng nó được biết có liên quan đến sự bắt chước phân tử (molecular mimicry) và gen làm dễ (genetic predisposition) dẫn đến các phản ứng tự miễn.
Sự bắt chước phân tử xảy ra khi có sự tương tự giữa các epitope của kháng nguyên vật chủ và kháng nguyên Streptococcus. Điều này gây ra phản ứng tự miễn chống lại mô tim của vật chủ do bị nhầm lẫn với "vật lạ". Nội mô lá van là một vị trí dễ bị các tế bào lympho làm tổn thương. T CD4+ đóng vai trò chính trong các phản ứng tự miễn lên mô tim trong thấp tim. Thông thường, sự hoạt hóa tế bào T được gây ra khi có sự hiện diện của các kháng nguyên vi khuẩn. Trong thấp tim, sự bắt chước phân tử dẫn đến nhầm lẫn trong hoạt hóa tế bào T, và những tế bào T này có thể tiếp tục hoạt hóa tế bào B, điều này sẽ bắt đầu cho sự sản xuất các tự kháng thể đặc hiệu. Nó dẫn đến phản ứng miễn dịch tấn công vào các mô của tim mà bị nhầm lẫn với bệnh nguyên. Các van thấp sẽ tăng bộc lộ VCAM-1, một protein trung gian trong sự dính của các tế bào lympho. Các tự kháng thể đặc hiệu được sinh ra thông qua sự tương đồng phân tử giữa protein người và kháng nguyên liên cầu khuẩn làm tăng phản ứng với VCAM-1 sau khi bám vào nội mô lá van. Điều này dẫn đến sự viêm và sẹo hóa lá van được thấy trong viêm van dạng thấp, chủ yếu là do sự xâm nhập T CD4+.
Trong khi các cơ chế của gen làm dễ vẫn chưa rõ, một vài yếu tố di truyền đã được tìm thấy làm tăng mẫn cảm với các phản ứng tự miễn trong thấp tim. Chủ yếu là một thành phần của phân tử MHC lớp II, được tìm thấy trên các tế bào lympho và tế bào trình diện kháng nguyên, đặc biệt là các alen DR và DQ trên nhiễm sắc thể số 6. Các tổ hợp alen cụ thể xuất hiện làm tăng độ nhạy tự miễn trong thấp tim.
Kháng nguyên bạch cầu người (HLA: human leukocyte antigen) lớp II alen DR7 (HLA-DR7) liên quan nhiều nhất với thấp tim, và phức hợp của nó với các alen DQ cụ thể dường như có liên quan đến sự phát triển của các tổn thương van. Cơ chế mà các phân tử MHC lớp II làm tăng độ nhạy của vật chủ đối với phản ứng tự miễn trong thấp tim thì chưa được biết, nhưng hình như nó có liên quan đến vai trò của phân tử HLA trong việc trình diện kháng nguyên cho các thụ thể tế bào T, do đó kích hoạt phản ứng miễn dịch. Cũng được tìm thấy trên NST 6 người là cytokine TNF-α, cũng liên quan đến thấp tim. Nồng độ cao của TNF-α có thể làm trầm trọng thêm tình trạng viêm lá van, đóng góp vào sinh bệnh học của thấp tim. Mannose-binding lectin (MBL) là một protein viêm liên quan đến sinh bệnh học đã được thừa nhận. Sự đa dạng của các vùng gen MBL2 có ảnh hưởng đến thấp tim. Hẹp van hai lá trong thấp tim liên quan đến các alen MBL2 mã hóa cho sự tăng sản xuất MBL. Hở van động mạch chủ ở bệnh nhân thấp tim có liên quan đến các alen MBL2 mã hóa cho sự giảm sản xuất MBL. Các gen khác cũng đang được nghiên cứu để hiểu thêm sự phức tạp của các phản ứng tự miễn xảy ra trong thấp tim.

## Chẩn đoán
Tiêu chuẩn Jones sửa đổi lần đầu tiên được công bố vào năm 1944 bởi T.Duckett Jones, MD. Chúng được sửa đổi định kì bởi Hiệp hội Tim mạch Hoa Kỳ (American Heart Association) trong sự hợp tác với các tổ chức  khác. Theo tiêu chuẩn Jones sửa đổi, chẩn đoán sốt thấp khớp có thể được hình thành nếu có 2 tiêu chuẩn chính, hoặc 1 tiêu chuẩn chính cộng với 2 tiêu chuẩn phụ, được phát hiện cùng với bằng chứng của nhiễm liên cầu khuẩn: nồng độ cao của antistreptolysin O hoặc DNAase.

### Tiêu chuẩn chính
+ Viêm đa khớp: tình trạng viêm khớp di chuyển tạm thời ở các khớp lớn, thông thường bắt đầu ở chân và di chuyển lên trên.
+ Viêm tim: Tình trạng viêm của cơ tim (mycocarditis) có thể biểu lộ tình trạng suy tim sung huyết với khó thở, viêm màng ngoài tim với tiếng cọ, hoặc một tiếng thổi tim mới.
+ Các nốt dưới da: Không đau, chứa đầy sợi collagen trên xương hoặc gân. Chúng thường xuất hiện trên mặt sau cổ tay, mặt ngoài của khuỷu, và mặt trước của gối.
+ Hồng ban vòng (Erythema marginatum): phát ban đỏ kéo dài bắt đầu ở thân và tay như các đốm, sau đó lan rộng ra và có khoảng trống ở giữa để tạo thành các vòng tròn, tiếp tục lan rộng và hợp nhất với các vòng khác, cuối cùng tạo thành hình ảnh giống như con rắn. Ban này thường không xuất hiện ở mặt và có thể tệ hơn khi gặp nhiệt.
+ Múa giật Sydenham (St.Vitus' dance): một chuỗi tính chất của cử động nhanh không tự ý của mặt và tay. Nó có thể xuất hiện rất muộn ở bệnh ít nhất là 3 tháng kể từ khi nhiễm trùng.

### Tiêu chuẩn phụ
+ Sốt: 38.2 - 38.9 °C
+ Đau khớp (arthralgia): đau khớp nhưng không sưng (Không thể xuất hiện nếu viêm đa khớp xuất hiện như là triệu chứng chính)
+ Tăng tốc độ lắng máu hoặc CRP (C reactive protein)
+ Tăng bạch cầu (leukocytosis)
+ ECG cho thấy block, ví dụ như kéo dài khoảng PR (không có nếu viêm tim xuất hiện như là triệu chứng chính)
+ Tiền sử sốt thấp khớp hoặc bệnh tim không hoạt động

## Phòng ngừa
Sốt thấp khớp có thể được phòng ngừa bằng cách chữa trị các nhiễm trùng liên cầu họng một cách hiệu quả và kịp thời với kháng sinh.
Ở những người đã có tiền sử sốt thấp khớp, kháng sinh dự phòng đôi khi được khuyến cáo. Tính đến năm 2017, bằng chứng sử dụng kháng sinh lâu dài ở các bệnh tiềm ẩn là kém.
Hiệp hội Tim mạch Hoa Kỳ khuyến nghị duy trì sức khỏe răng miệng, và những người có tiền sử viêm nội tâm mạc nhiễm khuẩn, ghép tim, van tim nhân tạo, hoặc "một vài loại suy tim sung huyết" có thể xem xét điều trị dự phòng bằng kháng sinh kéo dài.

## Điều trị
Điều trị sốt thấp khớp là hướng tới giảm viêm bằng các thuốc chống viêm như aspirin hay corticosteroid. Những người có nuôi cấy dương tính với liên cầu cũng nên được điều trị với kháng sinh.
Aspirin là thuốc được chọn và sử dụng ở liều cao.
Bệnh nhân nên theo dõi các tác dụng phụ như viêm dạ dày và nhiễm độc salicylate. Ở trẻ em và vị thành niên, sử dụng aspirin và các sản phẩm có chứa aspirin có thể gây ra hội chứng Reye, một tình trạng nặng và có khả năng tử vong. Các nguy cơ, lợi ích, và sự thay đổi điều trị phải luôn luôn được xem xét khi kê đơn thuốc aspirin và các sản phẩm có chứa aspirin cho trẻ em và vị thành niên. Ibuprofen giảm đau và khó chịu, corticosteroid ức chế các phản ứng viêm trầm trọng trong sốt thấp khớp nên được xem xét ở trẻ em và vị thành niên.

### Vaccine
Hiện tại chưa có vaccine để phòng nhiễm S.pyogenes, tuy nhiên nghiên cứu đang được tiến hành. Sự khó khăn trong việc tạo ra vaccine bao gồm sự đa dạng của các chủng S.pyogenes xuất hiện trong môi trường và cần một lượng lớn thời gian và con người để thử nghiệm độ an toàn và hiệu quả của vaccine.

### Nhiễm trùng
Những người nuôi cấy dương tính với Streptococcus pyogenes nên được điều trị với penicillin miễn là dị ứng không xảy ra. Sử dụng kháng sinh sẽ ngăn ngừa biến chứng đến tim. Một vài gợi ý sử dụng benzathine benzylpenicillin.